# Alessandro Algardi

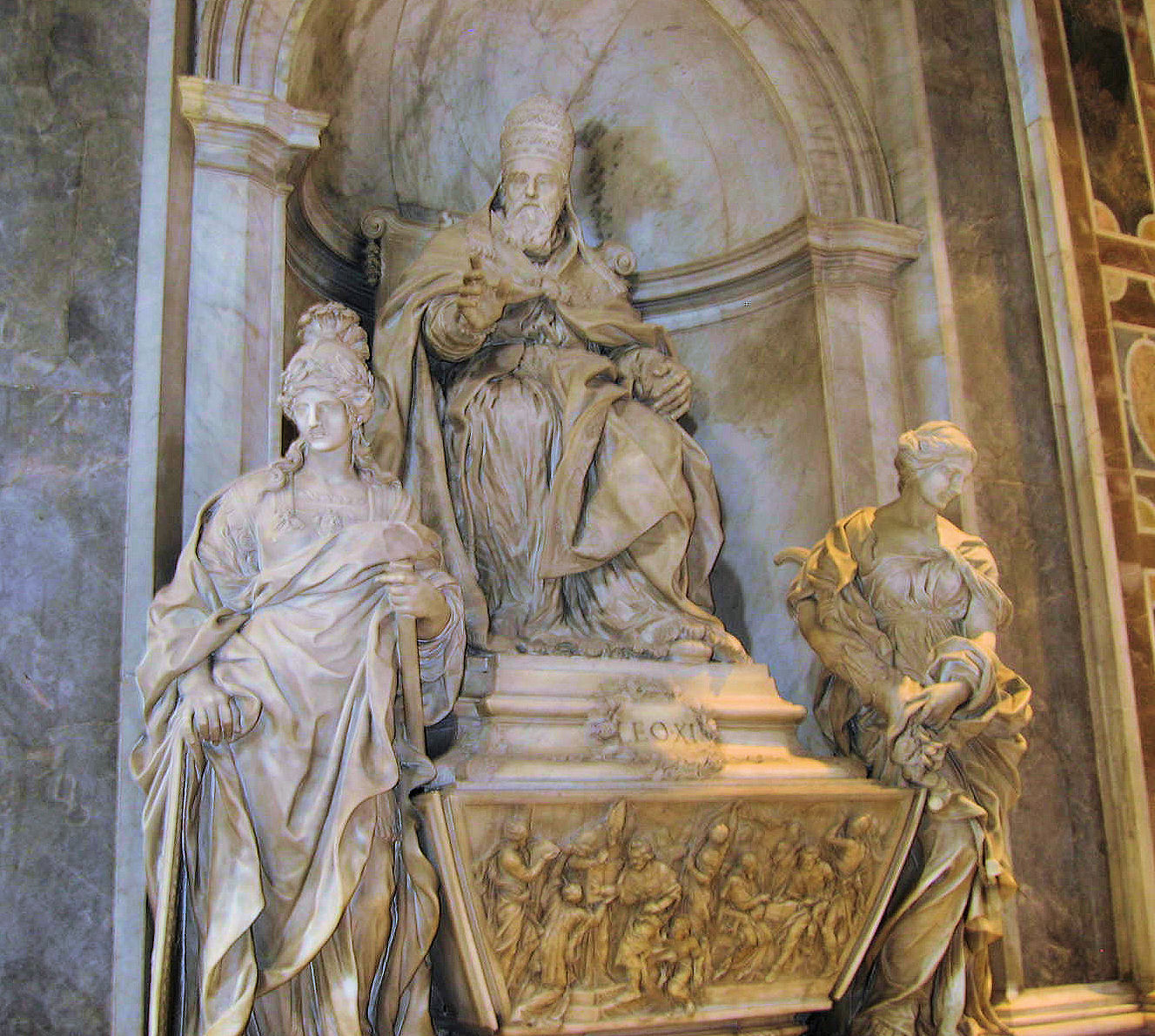
Nagrobek Leona XI w Watykanie

Alessandro Algardi (ur. 31 lipca 1598 w Bolonii, zm. 10 czerwca 1654 w Rzymie) – włoski rzeźbiarz, przedstawiciel rzymskiego baroku.

## Życiorys
Uczył się w Bolonii u Ludovico Carracciego, zaś od 1625 pracował w Rzymie (m.in. dla papieża Innocentego X). 

## Niektóre dzieła
- Ścięcie św. Pawła,
- Święty Filip Neri z aniołem,
- Nagrobek Leona XI,
- Popiersie Olimpii Pamfili,
- Biczowanie Chrystusa,
- Spotkanie Attyli i papieża Leona I.